# Elencos da equipa ciclista Peugeot
Esta página lista os elencos da equipa de ciclismo Peugeot, equipa francesa de ciclismo de estrada, que existiu de 1901 a 1989.

## 1901-1904-1905-1906
Patrocinadores
- Peugeot : Fabricante francês de Bicicletas.
- Wolber : Pneus

| 1901Peugeot - Giuseppe Ghezzi - Frederico Momo | 1904Peugeot - Hippolyte Aucouturier - Auguste Daumain - Michel Frédérick - Albert Leroy | 1905Peugeot-Wolber - Hippolyte Aucouturier - Jean-Baptiste Fischer - Giovanni Gerbi - Fernand Lallement - Léon Leygoute - Vittorio Locatelli - Julien Maitron - Henri Pépin - Lucien Pothier - René Pottier - Louis Trousselier - Antony Wattelier | 1906Peugeot-Wolber - Maurice Decaup - Émile Friol - Julien Gabory - Giovanni Gerbi - Jean Giran - Christophe Laurent - Léon Leygoute - Georges Passerieu - Lucien Petit-Breton - Alfred Pocarius - Lucien Pothier - René Pottier - Gabriel Poulain - Pierre Privat - Ernest Ricaux - Georges Sérès (Senior) - Henri Timmermann - Louis Trousselier - Gaston Tuvache |

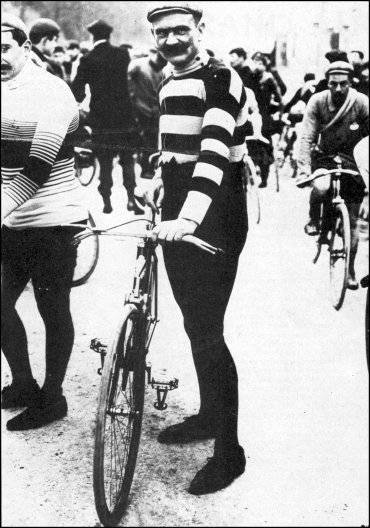
Hippolyte Aucouturier vencedor do Bordéus-Paris em 1903.
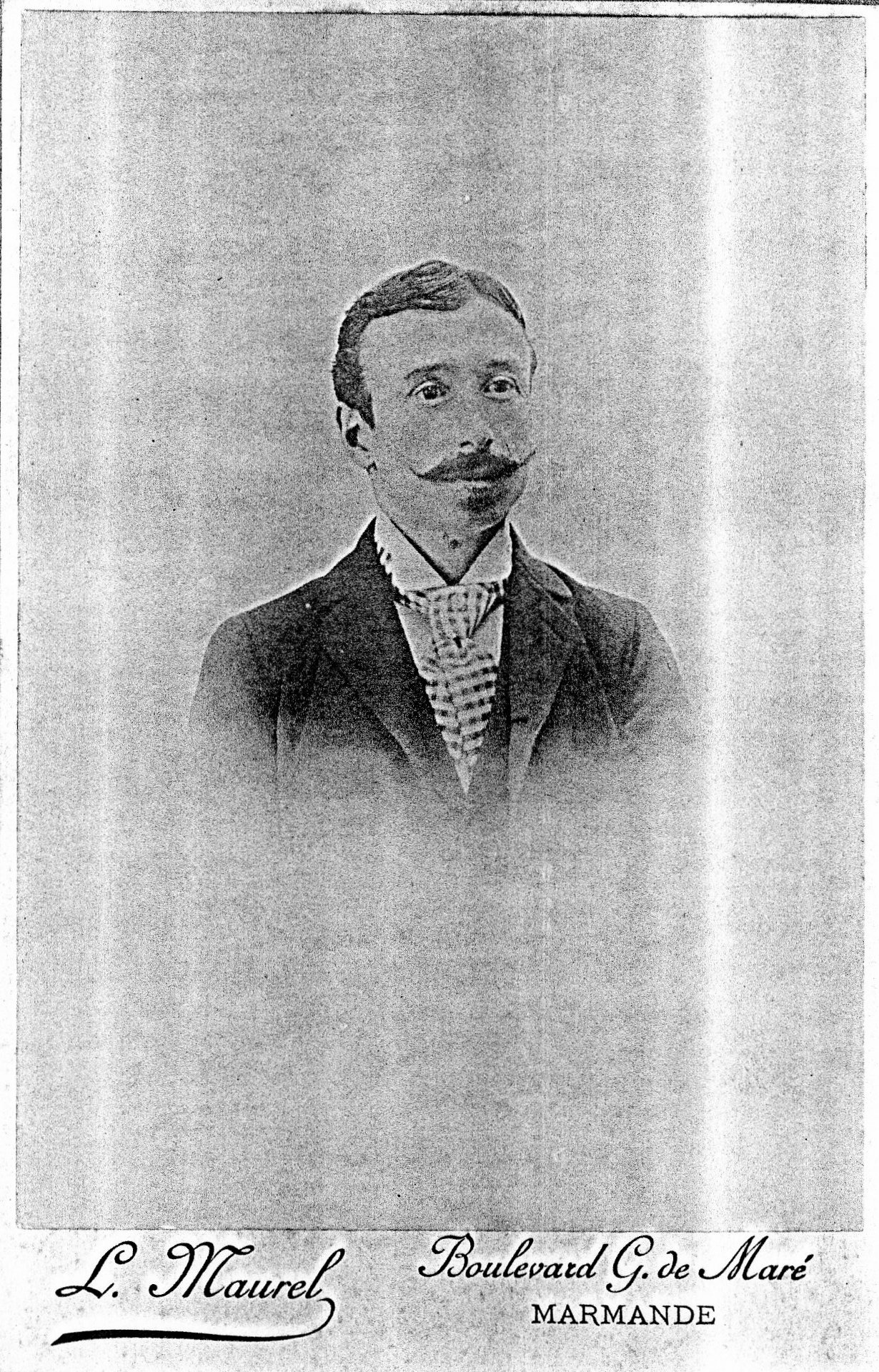
Henri Pépin
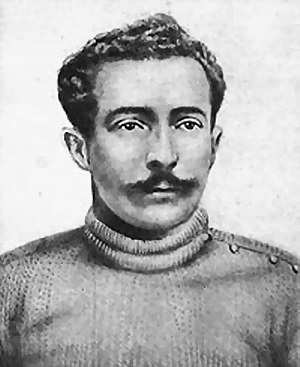
René Pottier
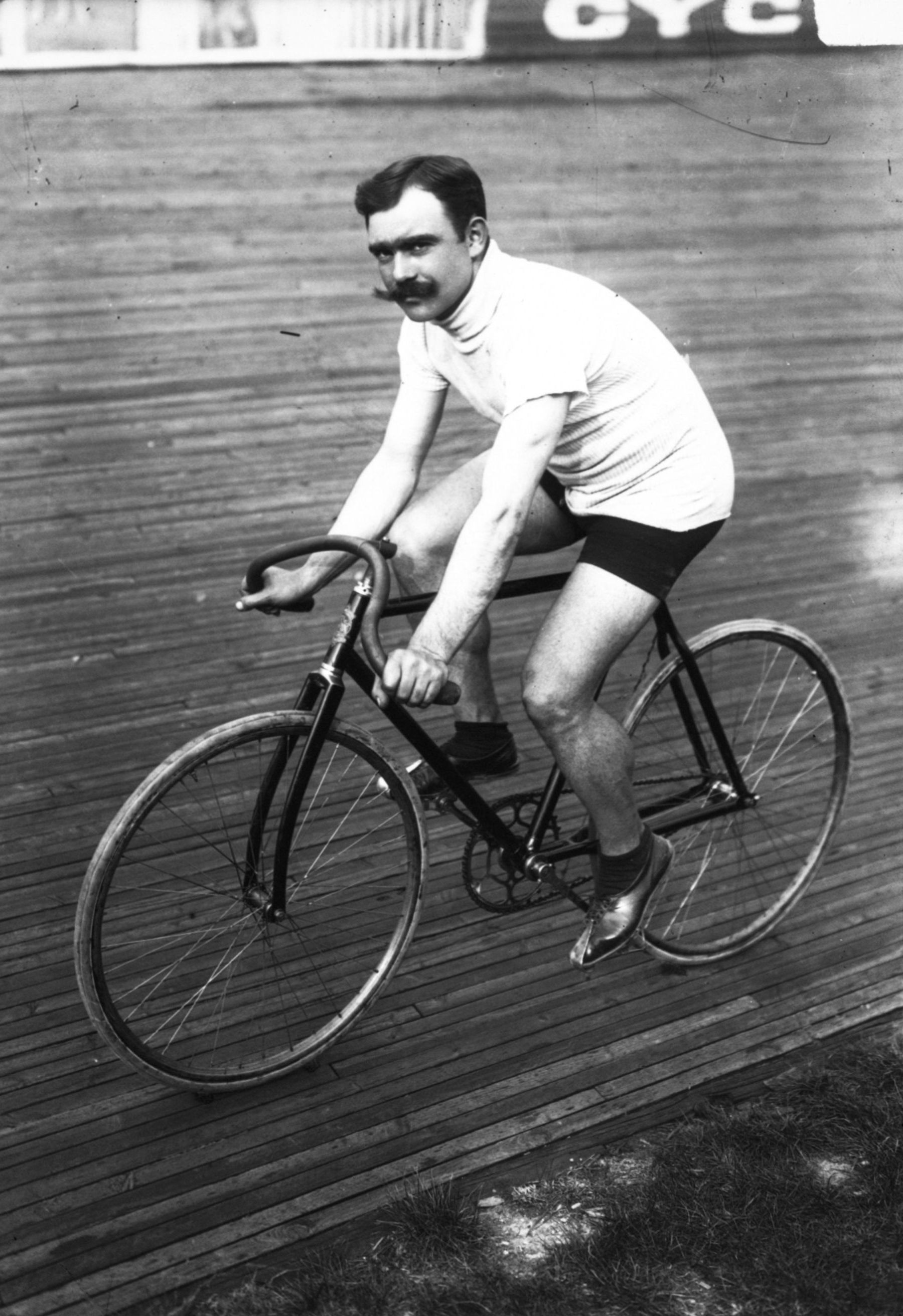
Louis Trousselier
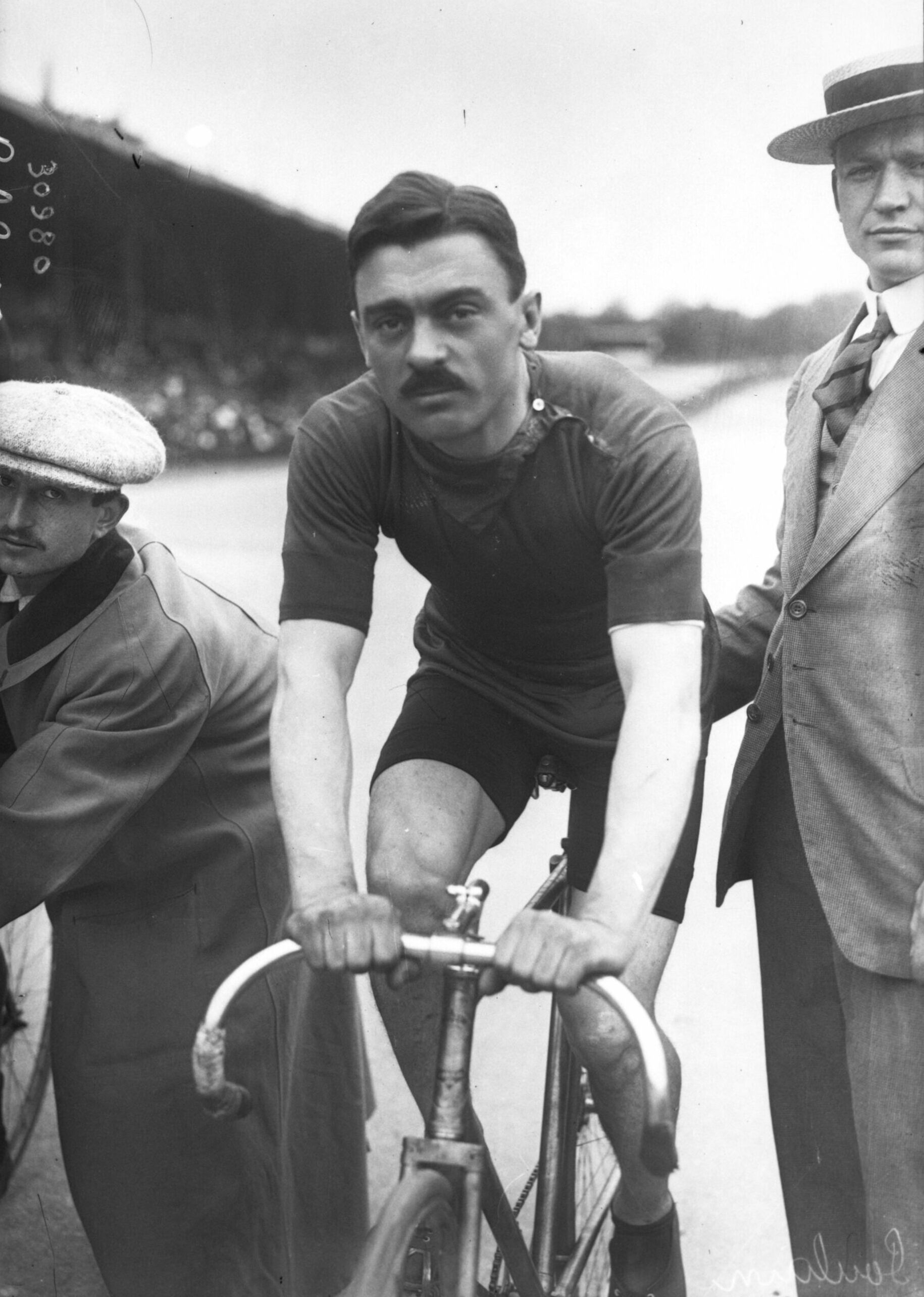
Gabriel Poulain
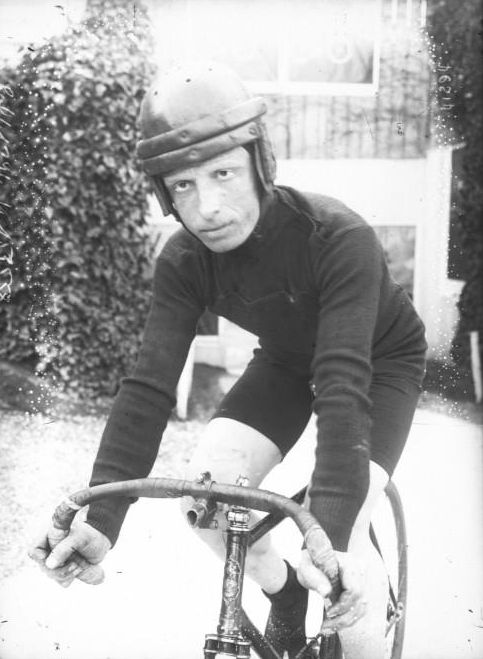
Georges Sérès

## 1907-1908-1909-1910
Patrocinadores
- Peugeot : Fabricante francês de bicicletas.
- Wolber : Pneus

| 1907Peugeot-Wolber - François Beaugendre - Gustave Garrigou - Honoré Genin - Émile Georget - Gaston Georget - Giovanni Gerbi - Charles Jeanperin - Christophe Laurent - Daniel Lavalade - Marcel Lécuyer - Léon Leygoute - Anselme Mazan - Georges Passerieu - Lucien Petit-Breton - Ernest Ricaux | 1908Peugeot-Wolber - Jean Alavoine - Domenico Allasia - François Beaugendre - Joseph Beaugendre - Omer Beaugendre - Angelo Ben - Louis Bertrand - Aldo Bettini - Alphonse Charpiot - Paul Chauvet - Luigi Chiodi - Giovanni Cuniolo - François Faber - Georges Fleury - Eugène Forestier - Gustave Garrigou - Émile Georget - Giovanni Gerbi - F. Gonzales - Fernand Huillier - A. Landon - Christophe Laurent - Georges Passerieu - Lucien Petit-Breton - René Pottier - Ernest Ricaux | 1909Peugeot-Wolber - Domenico Allasia - Dario Beni - Romolo Bruni - Armand Champeaux - Giovanni Colombo - Noël Combelles - Amédée Dutiron - Arnolfo Galoppini - Ernest Gilioli - Christophe Laurent - Rodolphe Meili - Giovanni Micheletto - Alcide Mornon - Cessar Osnaghi - Mario Pesce - Alberto Petrino - Frédéric Rigaux - Mario Secchi | 1910Peugeot - Pietro Aimo - Domenico Allasia - René Bartholet - Vincenzo Borgarello - Georges Cauvry - Luigi Chiodi - Emilio Petiva - François Riou - Giuseppe Santhia |

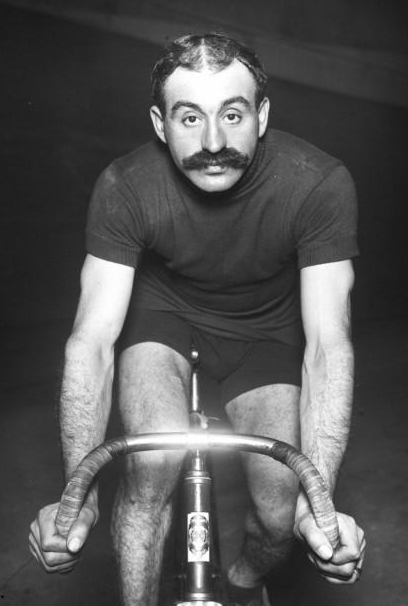
Émile Georget
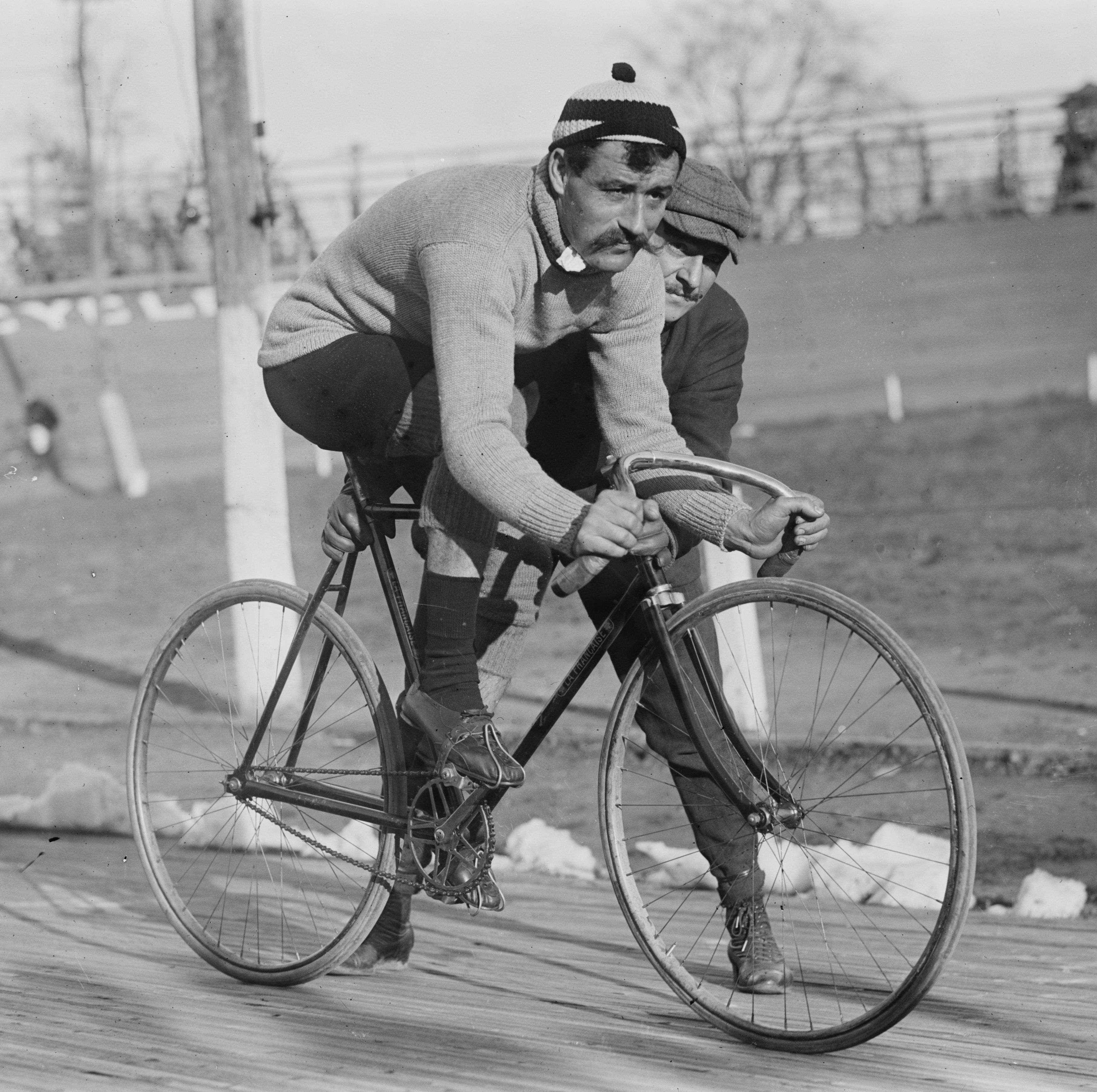
Léon Georget em 1909
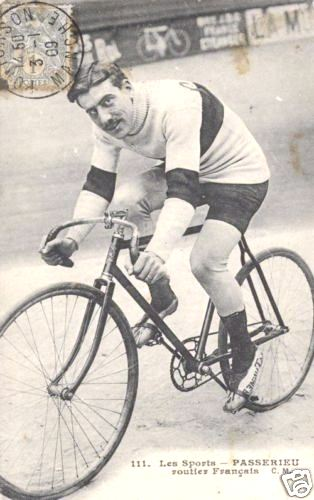
Georges Passerieu
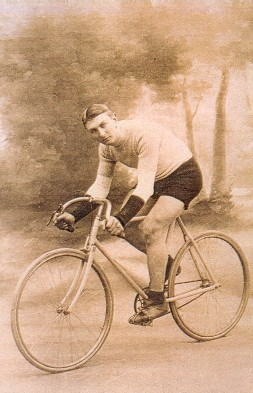
Jean Alavoine
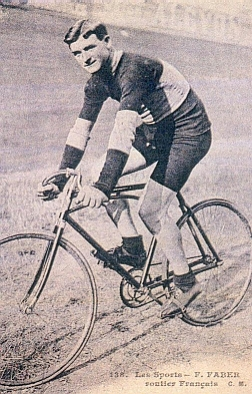
François Faber
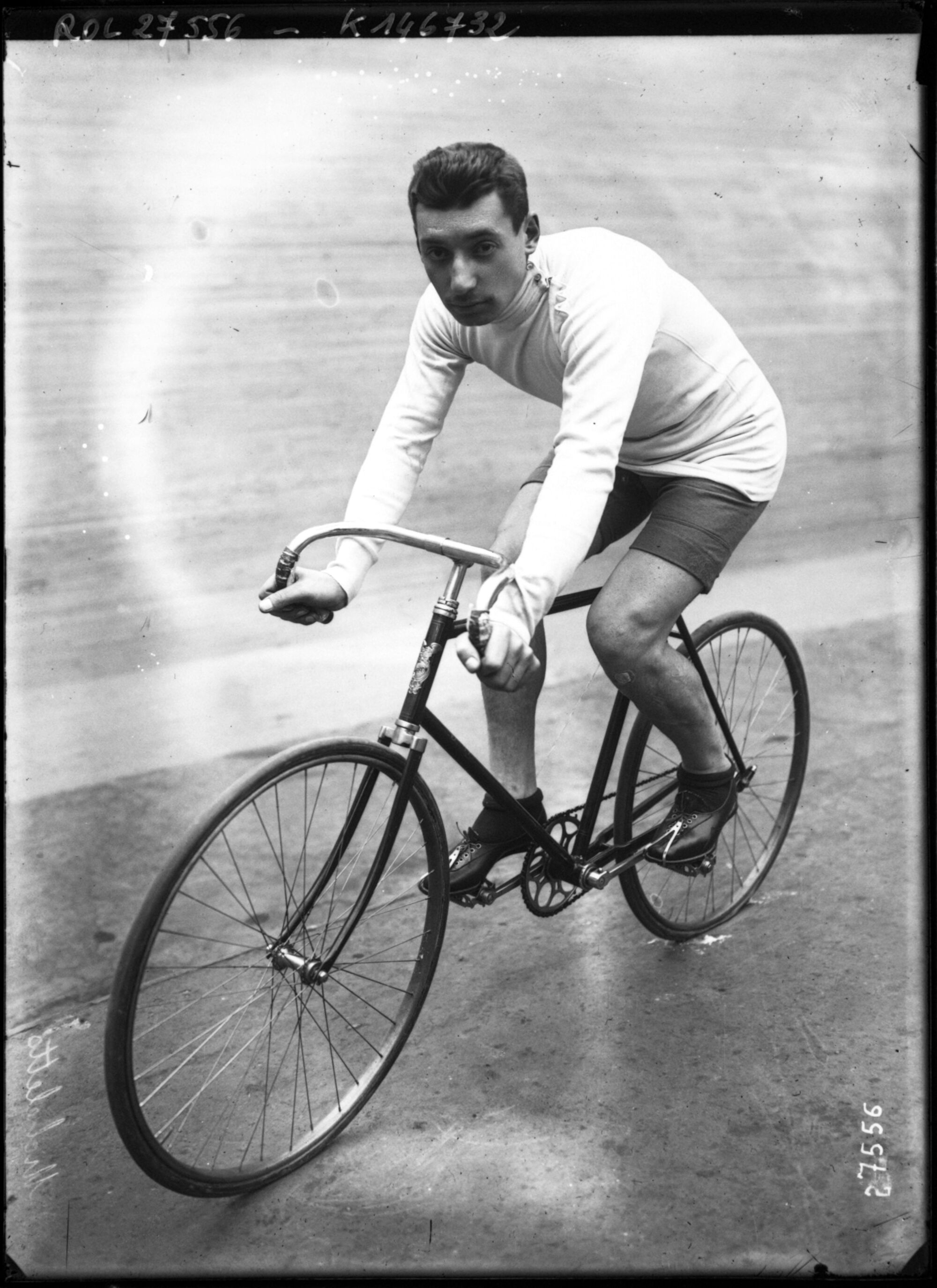
Giovanni Micheletto

## 1911-1912-1913-1914
Patrocinadores
- Peugeot : Fabricante francês de bicicletas.
- Wolber : Pneus

| 1911Peugeot - Domenico Allasia - Henri Pépin | 1912Peugeot-Wolber - Ugo Agostoni - Domenico Allasia - Marcel Buysse - Charles Deruyter - Carlo Durando - Oscar Egg - Émile Engel - Emmanuele Guardou - Angelo Gremo - Lucien Petit-Breton - Enrico Sala - Félicien Salmon - Philippe Thys - Carlo Vertua | 1913Peugeot-Wolber - Pietro Aimo - Jean Alavoine - Marcel Baumler - Dario Beni - Marcel Buysse - Eugène Christophe - Charles Deruyter - Carlo Durando - Oscar Egg - Émile Engel - Louis Engel - François Faber - Gabriel Figuet - Emmanuele Garda - Gustave Garrigou - Angelo Gremo - Charles Guyot - Paul Hostein - Édouard Léonard - Emilio Petiva - Giuseppe Pifferi - Félicien Salmon - Giuseppe Santhia - Philippe - Hector Tiberghien - Jean Van Ingelghem | 1914Peugeot-Wolber - Jean Alavoine - Marcel Baumler - Dario Beni - Eugène Christophe - Ezio Corlaita - Victor Dethier - Émile Engel - François Faber - Gabriel Figuet - Emmanuele Garda - Gustave Garrigou - Émile Georget - Léon Georget - Angelo Gremo - Hector Heusghem - Louis Heusghem - Firmin Lambot - Henri Pélissier - Giuseppe Pifferi - Carlo Quaglia - Giovanni Rossignoli - Marcello Succio - Philippe Thys |

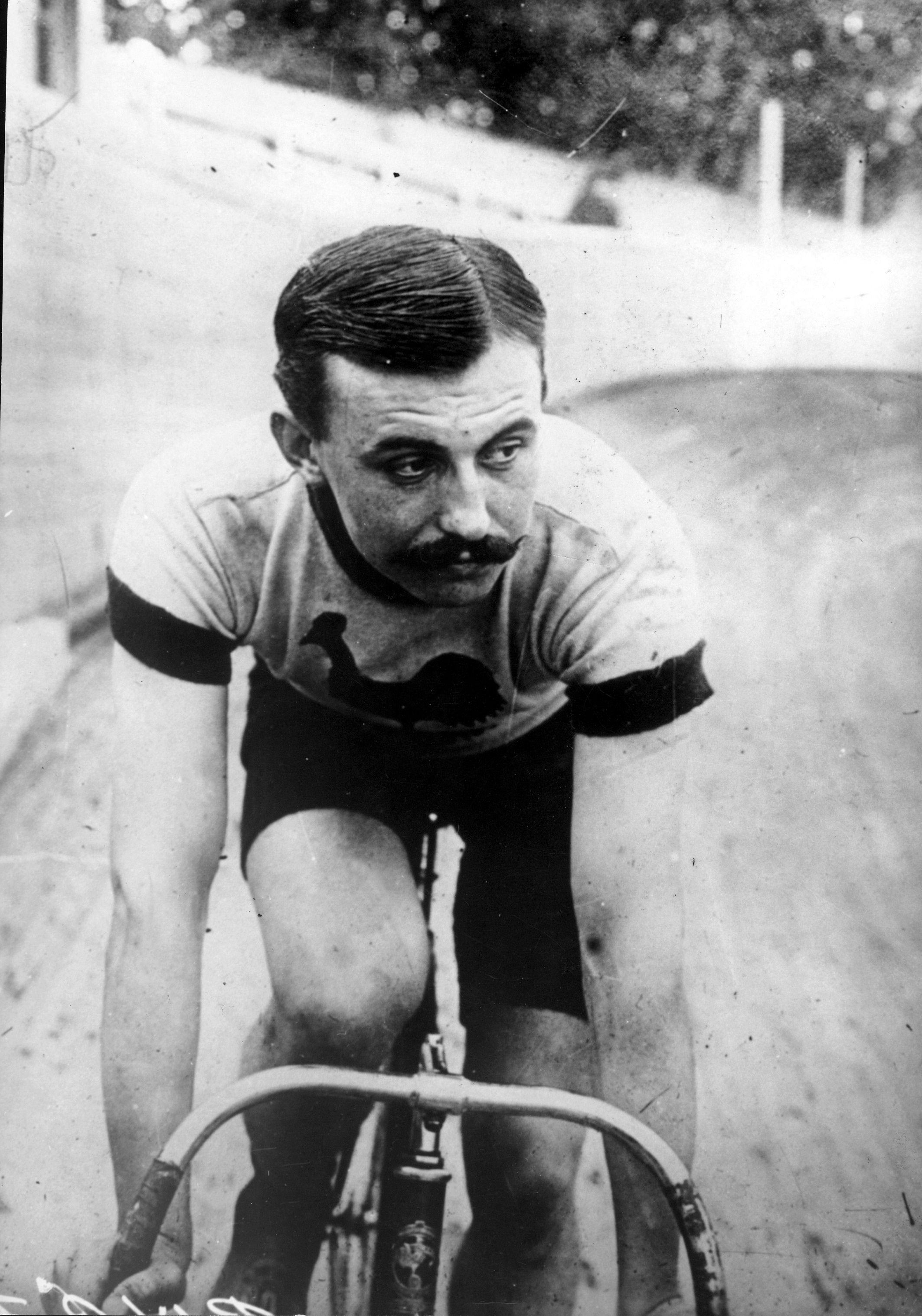
Lucien Mazan, disse Lucien Petit-Breton
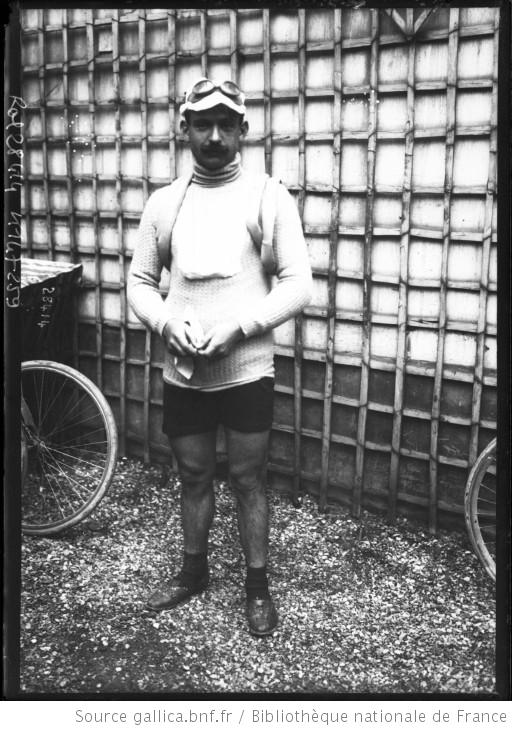
Gustave Garrigou
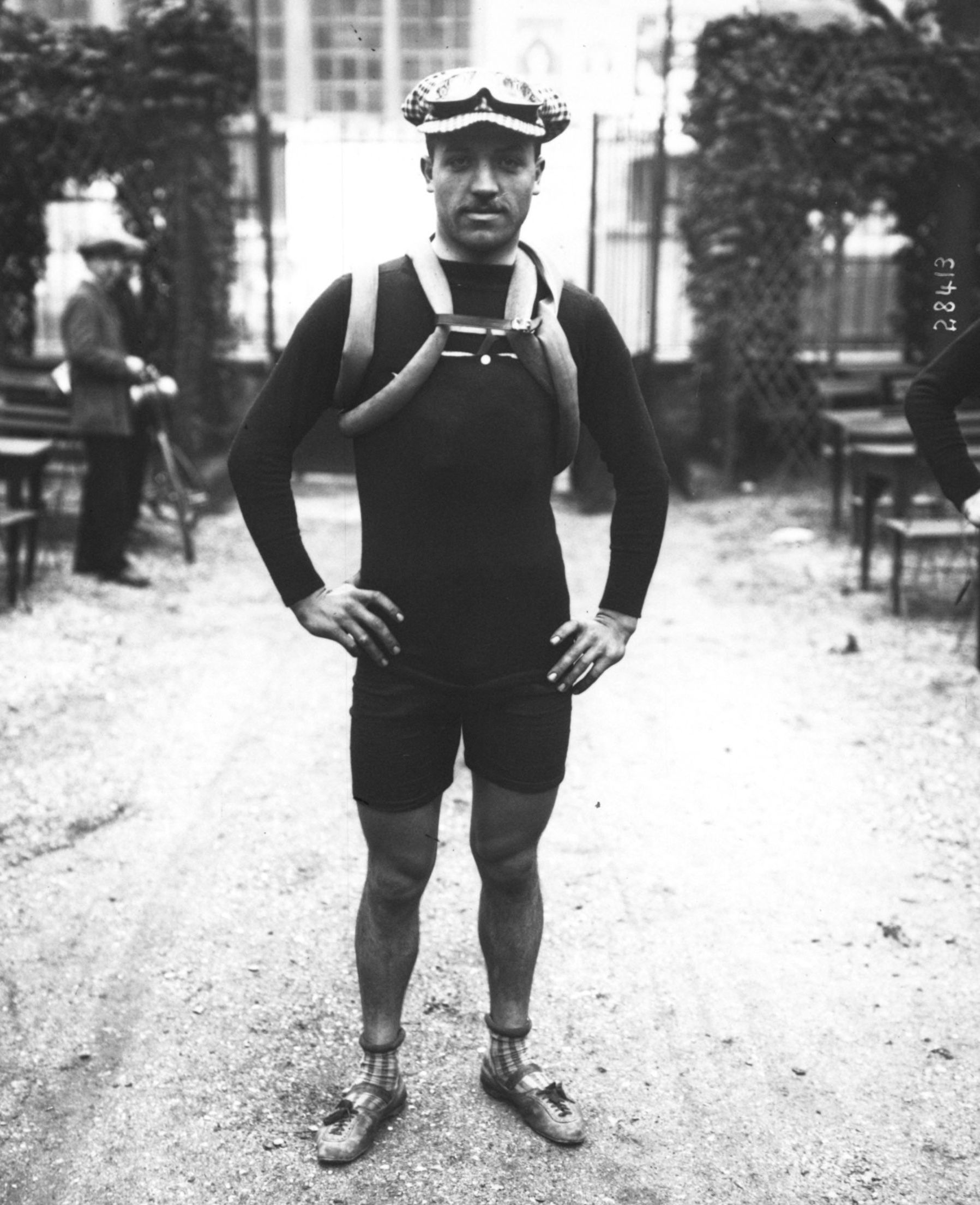
Ugo Agostoni durante Paris-Tours em 1913
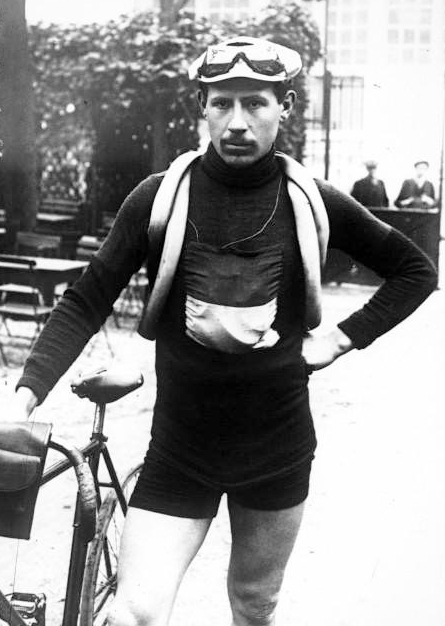
Marcel Buysse durante a Tour de France de 1913
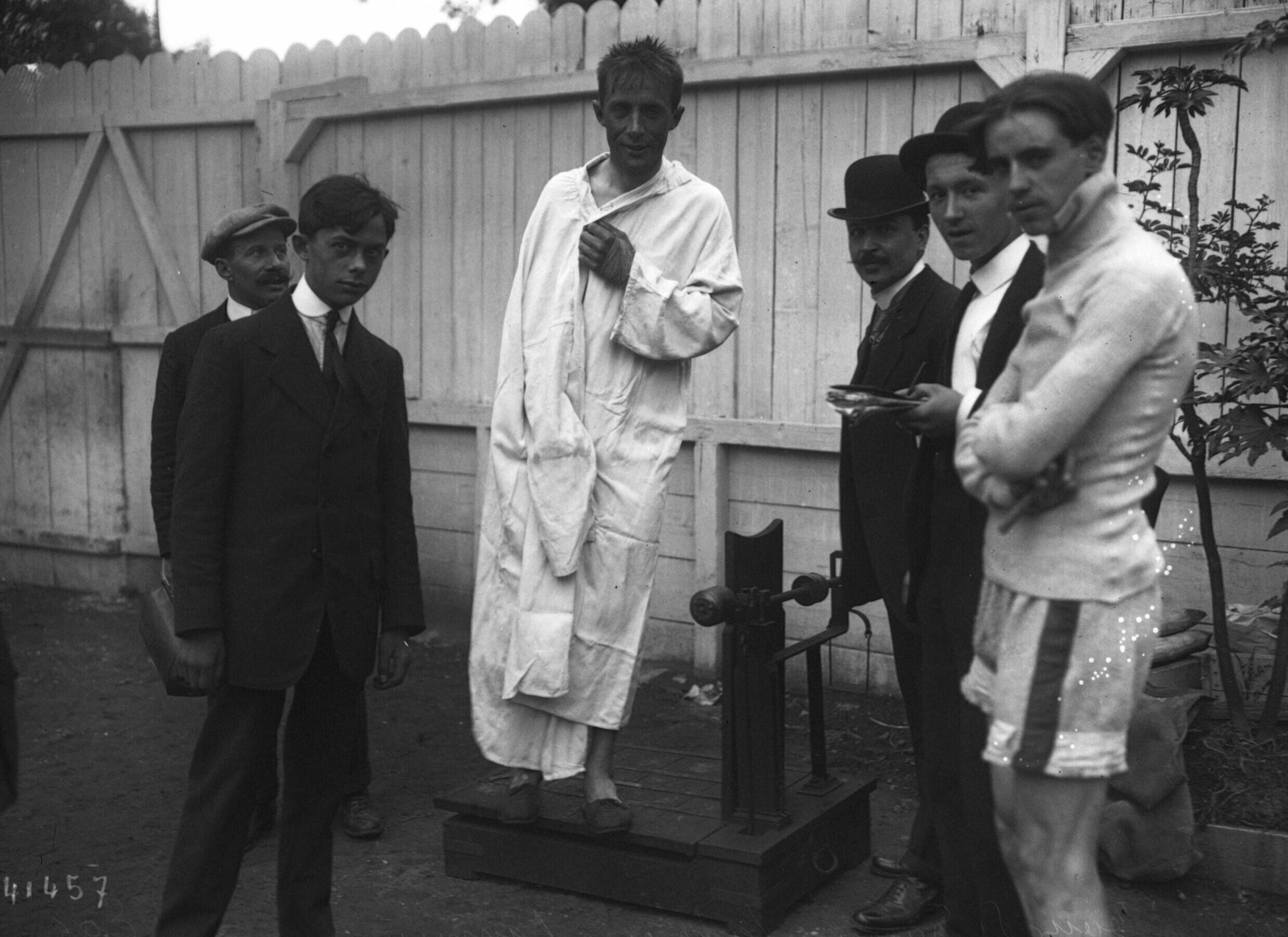
Oscar Egg durante a pesada à chegada do Tour de France de 1914
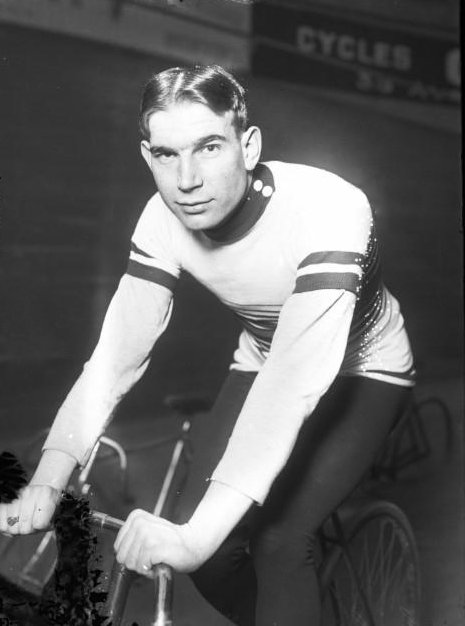
Émile Engel

## 1915-1917-1918-1919
Patrocinadores
- Peugeot : Fabricante francês de bicicletas.
- Wolber : Pneus

| 1915Peugeot - Victor Dethier | 1917Peugeot-Wolber - Philippe Thys | 1918Peugeot-Wolber - Alfonso Calzolari - Ezio Corlaita - Philippe Thys | 1919Peugeot - Pietro Aimo - Jean Alavoine - Dario Beni - Carlo Durando - Giuseppe Santhia - Domenico Schierano - Leopoldo Torricelli |

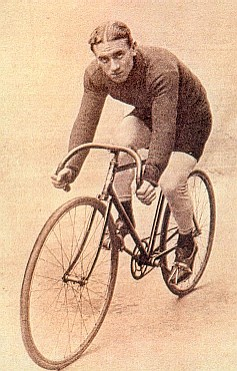
Philippe Thys
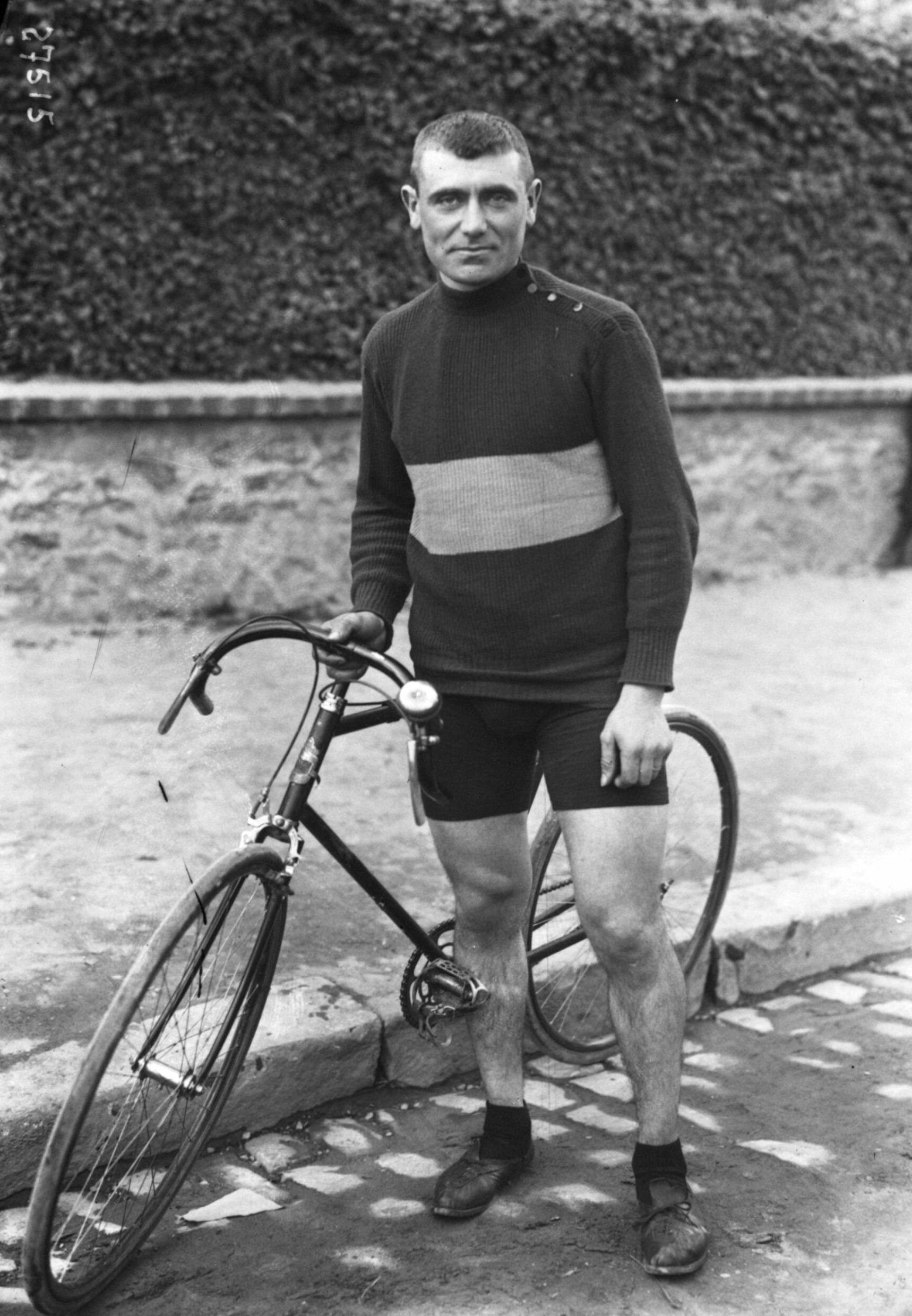
Eugène Christophe
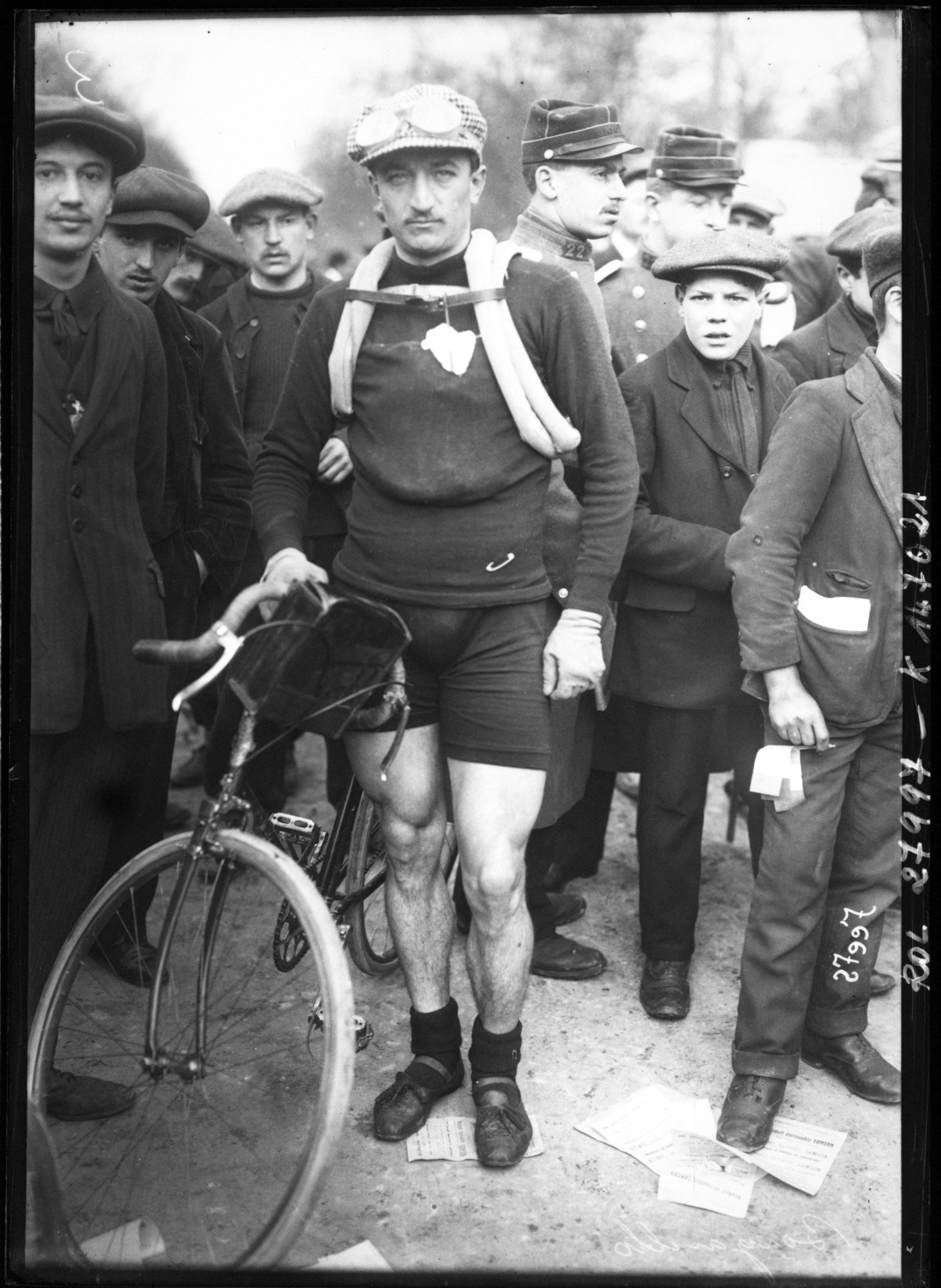
Vincenzo Borgarello durante Paris-Roubaix em 1913
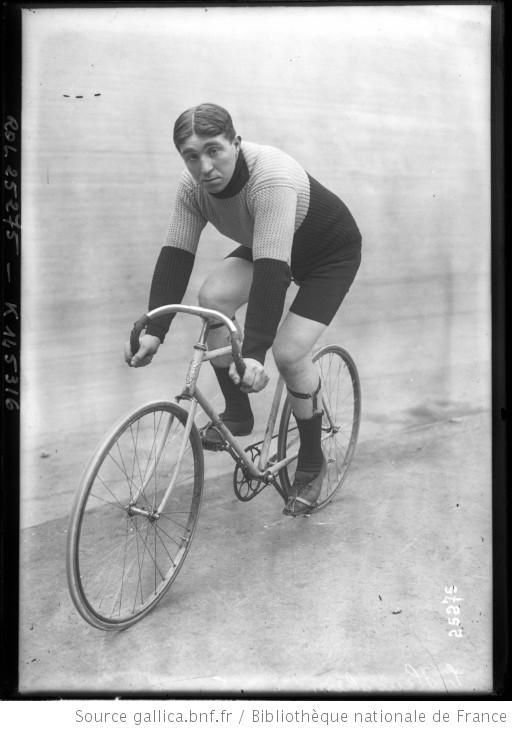
Louis Heusghem
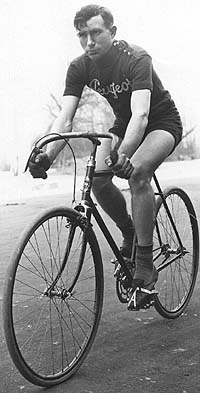
Firmin Lambot
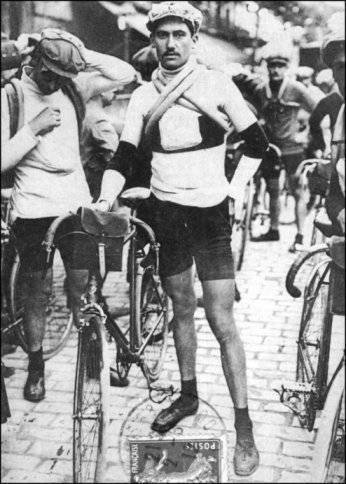
Henri Pélissier em 1919

## 1920-1921-1922-1923
Patrocinadores
- Peugeot : Fabricante francês de bicicletas.
- Wolber : Pneus

| 1920Peugeot - Jean Alavoine | 1921Peugeot-Wolber - Jean Alavoine - Romain Bellenger | 1922Peugeot-Wolber - Jean Alavoine - Romain Bellenger - Henri Colado - Gaston Degy - Pierre Flament - Robert Jacquinot - Joseph Muller - Philippe Thys | 1923Peugeot-Wolber - Jean Alavoine - Romain Bellenger - Joseph Curtel - Léon Despontin - Marcel Gobillot - Robert Jacquinot - Charles Juseret - Firmin Lambot - Joseph Muller - Rodolphe Piquemal - Philippe Thys - Hector Tiberghien |

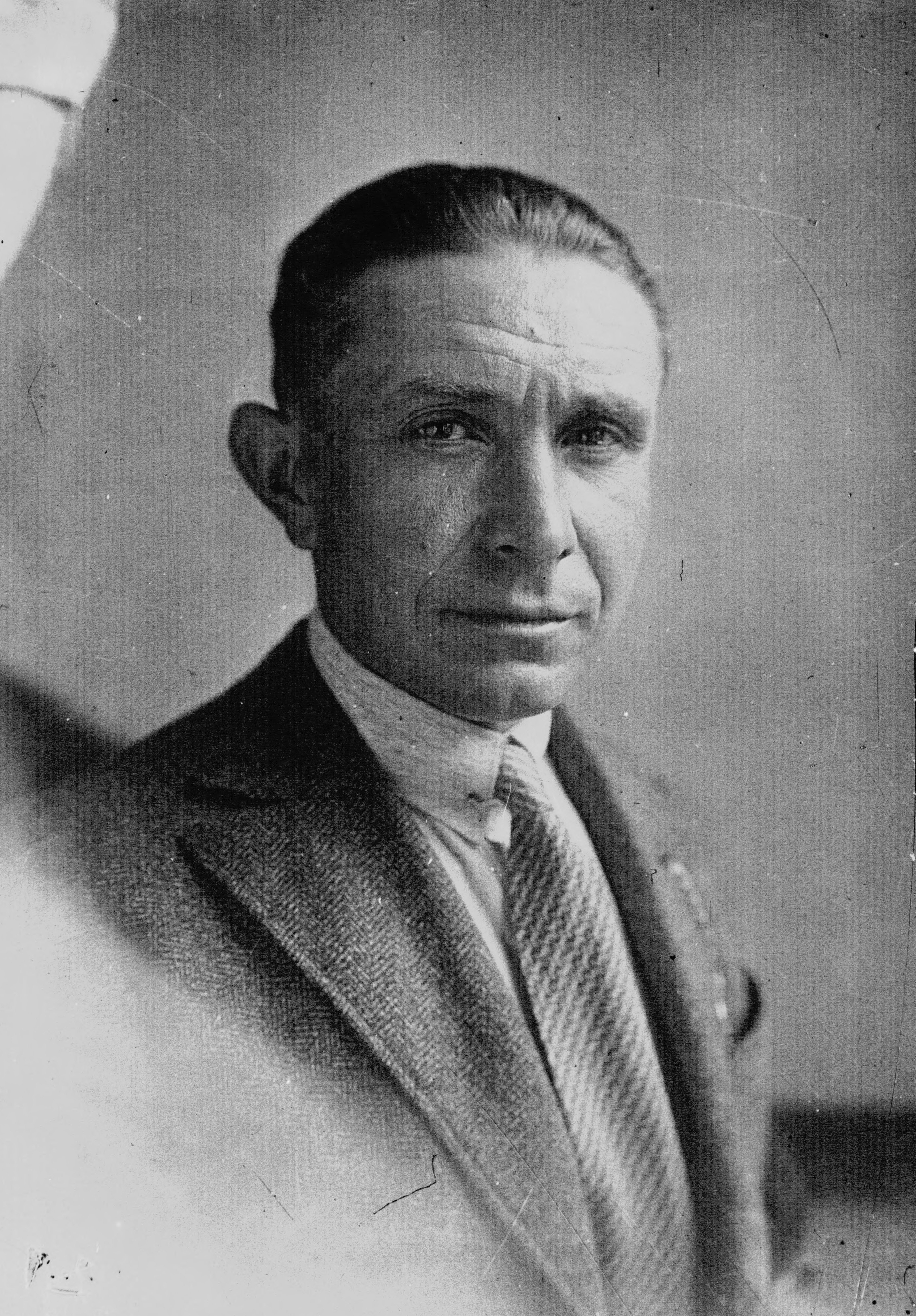
Romain Bellenger durante o Tour de France de 1929
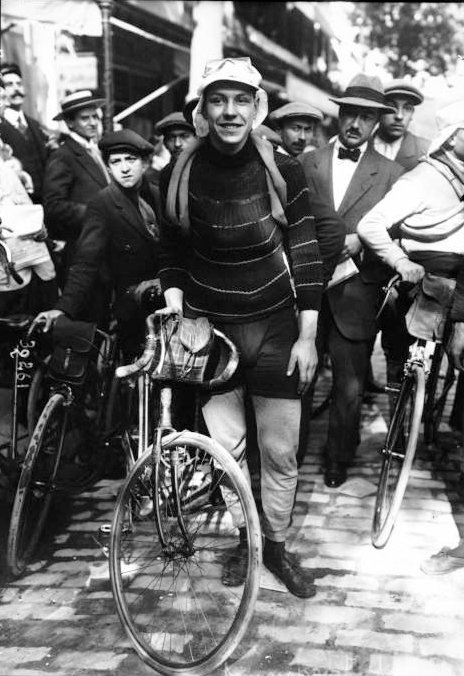
Robert Jacquinot antes a saída de Bordéus-Paris em 1913
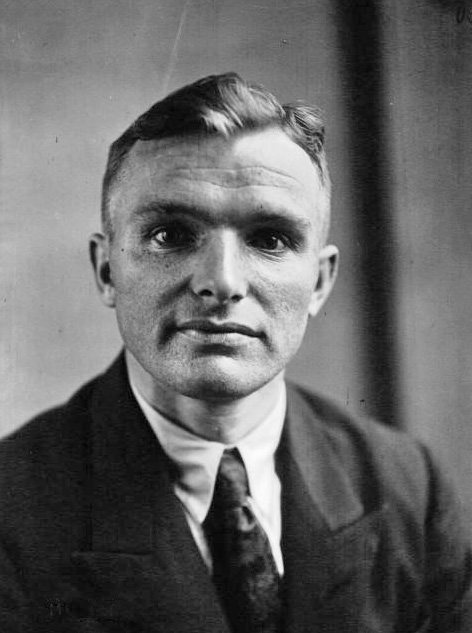
Joseph Muller em 1924

## 1924-1925-1926-1927
Patrocinadores
- Peugeot : Fabricante francês de bicicletas.
- Wolber : Pneus
- Dunlop Tyres : Pneus

| 1924Peugeot - Jean Alavoine - Romain Bellenger - Federico Gay - Joseph Muller - Kastor Notter - Heinrich Sutter - Max Sutter - Philippe Thys - Hector Tiberghien | 1925Peugeot - Adriano Zanaga | 1926Peugeot-Dunlop depois Peugeot-Wolber - Pierre Beffarat - Georges Brosteaux - Eugène Christophe - Lode Eelen - Ferdinand A Hoste - Désiré Louesse - Alexandre Maes - Gaston Rebry - Émile Verhaert | 1927Peugeot-Dunlop - Théophile Beeckman - Alexis Blanco-Garin - Georges Brosteaux - Pierre Claes - Joseph Curtel - Albert Flahaut - Roger Grégoire - Jules Huysmans - Alexandre Maes - Charles Meunier - Joseph Normand - Julien Perrain - Joseph Rayen - Gaston Rebry - Omer Tasca - Julien Vervaecke |

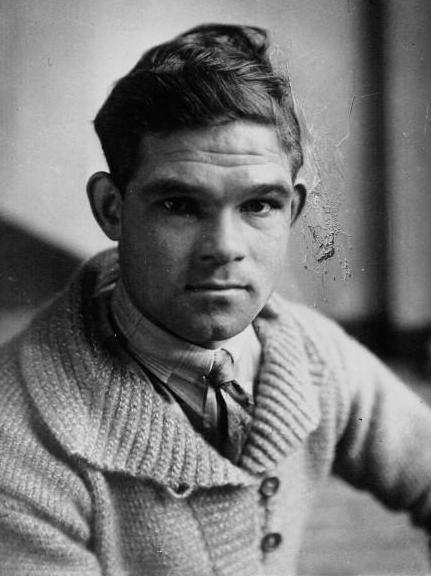
Gaston Rebry durante o Tour de France de 1929
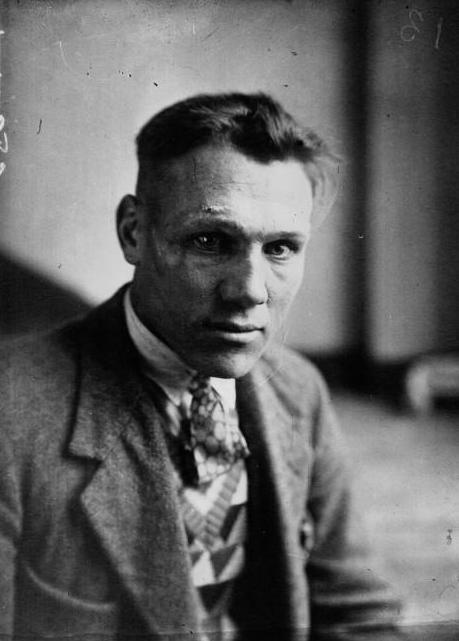
Julien Vervaecke durante o Tour de France de 1929

## 1934-1935-1936-1937
Patrocinadores
- Peugeot : Fabricante francês de bicicletas.
- Hutchinson : Pneus
- Dunlop Tyres : Pneus

| 1934Peugeot - Josy Kraus | 1935Peugeot-Hutchinson - Jean Béard - Louis Bonnefond - René Debenne - Manuel Garcia - Dante Gianello - Paul Giguet - Georges Hubatz - Josy Kraus - Ettore Molinaro - Louis Thiétard - Gabriel Viratelle | 1936Peugeot-Dunlop - Alphonse Antoine - Émile Bewing - Manuel Garcia - Dante Gianello - Paul Giguet - Georges Hubatz - André Feliz - Pierre Le Cam - Joseph Soffietti - Edmond Tessier - Gabriel Viratelle | 1937Peugeot-Dunlop - Emiliano Álvarez - Alphonse Antoine - Émile Bewing - Marius Boeuf - Maurice Cacheux - Dante Gianello - Paul Giguet - Paul Le Drogo |

## 1938-1939-1940-1941
Patrocinadores
- Peugeot : Fabricante francês de bicicletas.
- Hutchinson : Pneus
- Dunlop Tyres : Pneus

| 1938Peugeot-Dunlop - Alphonse Antoine - Joseph Aureille - Émile Bewing - Charles Bouvet - Paul Giguet - Paul Henry - Paul Le Drogo - Eugène Lemonon - Paul Rossier | 1939Peugeot-Dunlop - Alphonse Antoine - Louis Arangoïtz - Joseph Aureille - Aldo Bertocco - Émile Bewing - Charles Bouvet - Maurice Cacheux - Jean Colasseau - André Desmoulins - Paul Giguet - Lucien Gluck - Paul Henry - René Lafosse - Paul Le Drogo - Lucien Le Guével - Eugène Lemonon - Théophile Lopes - Paul Rossier | 1940Peugeot-Dunlop - Paul Giguet | 1941Peugeot-Dunlop - André Desmoulins - Paul Giguet |

## 1942-1943-1944-1945
Patrocinadores
- Peugeot : Fabricante francês de bicicletas.
- Dunlop : Pneus

| 1942Peugeot-Dunlop - Camille Danguillaume - Henri Decoopman - André Desmoulins - Paul Giguet - Marcel Vandevelde | 1943Peugeot-Dunlop - André Blanchet - Maurice Bocquet - Gabriel Bouffier - André Choqueuse - André Danguillaume - Camille Danguillaume - Gislain Davril - Louis de Bruyker - Maurice De Muer - André Denhez - André Desmoulins - Albert Dolhats - Gabriel Gaudin - Paul Giguet - André Laffitte - René Lafosse - Roger Moreau - Jacques Wassilief | 1944Peugeot-Dunlop - Maurice Bocquet - Raymond Bon - Gabriel Bouffier - Charles Bouvet - André Danguillaume - Camille Danguillaume - Gislain Davril - Arthur Debruyckere - Louis de Bruyker - Maurice De Muer - André Denhez - André Desmoulins - Alphonse Devreese - Albert Dolhats - Édouard Fachleitner - Gabriel Gaudin - Paul Giguet - André Laffitte - René Lafosse - Roger Moreau | 1945Peugeot-Dunlop - Maurice Bocquet - Camille Danguillaume - Gislain Davril - Jean de Gribaldy - Maurice De Muer - André Denhez - André Desmoulins - Alphonse Devreese - Albert Dolhats - Robert Dorgebray - Gabriel Gaudin - Paul Giguet - René Lafosse - Jean Sartori |

## 1946-1947-1948-1949
Patrocinadores
- Peugeot : Fabricante francês de bicicletas.
- Dunlop : Pneus

| 1946Peugeot-Dunlop - Roger Bernigaud - Louis Bocquet - Maurice Bocquet - Roger Bem - Camille Danguillaume - Gislain Davril - Jean de Gribaldy - Maurice De Muer - André Denhez - André Desmoulins - Alphonse Devreese - Albert Dolhats - Robert Dorgebray - Gabriel Gaudin - Paul Giguet - Victor Joly - Stéphane Jurek - René Lafosse - Gilbert Martin - Naudet - Robert Netillard - Adolphe Prat - Jean Sartori | 1947Peugeot-Dunlop - Roger Bernigaud - Louis Bocquet - Maurice Bocquet - Albert Bourlon - Marcel Brunie - André Danguillaume - Camille Danguillaume - Jean de Gribaldy - André de Mello - Maurice De Muer - Maurice Depauw - André Desmoulins - Alphonse Devreese - Albert Dolhats - Robert Dorgebray - Eugène Dupuis - Paul Giguet - Gustave Imbert - Victor Joly - René Lafosse - Eugène Macé - Gilbert Martin - Georges Ramoulux - Henri Schaekels | 1948Peugeot-Dunlop - Bernardo Capou - Camille Danguillaume - Roland Danguillaume - Jean de Gribaldy - Maurice De Muer - André Desmoulins - Alphonse Devreese - Robert Dorgebray - Pasquale Forner - Louis Gérardin - Paul Giguet - Miguel Gual - Émile Idée - Ferdi Kübler - Jean Long - Ignacio Orbaiceta - Jacques Pras | 1949Peugeot-Dunlop - Julián Berrendero - Bernardo Capó - Charles Coste - Camille Danguillaume - Roland Danguillaume - Fernand Decanali - Jean de Gribaldy - Maurice De Muer - Alphonse Devreese - Robert Dorgebray - Custodio Dos Reis - Jean Ferrand - Paul Giguet - Émile Idée - Ferdi Kübler - Dalmacio Langarica - Jean Long - Marcel Michel - Marcel Molinès - Robert Rippe - Bernardo Ruiz - José Serra Gil - Nello Sforacchini |

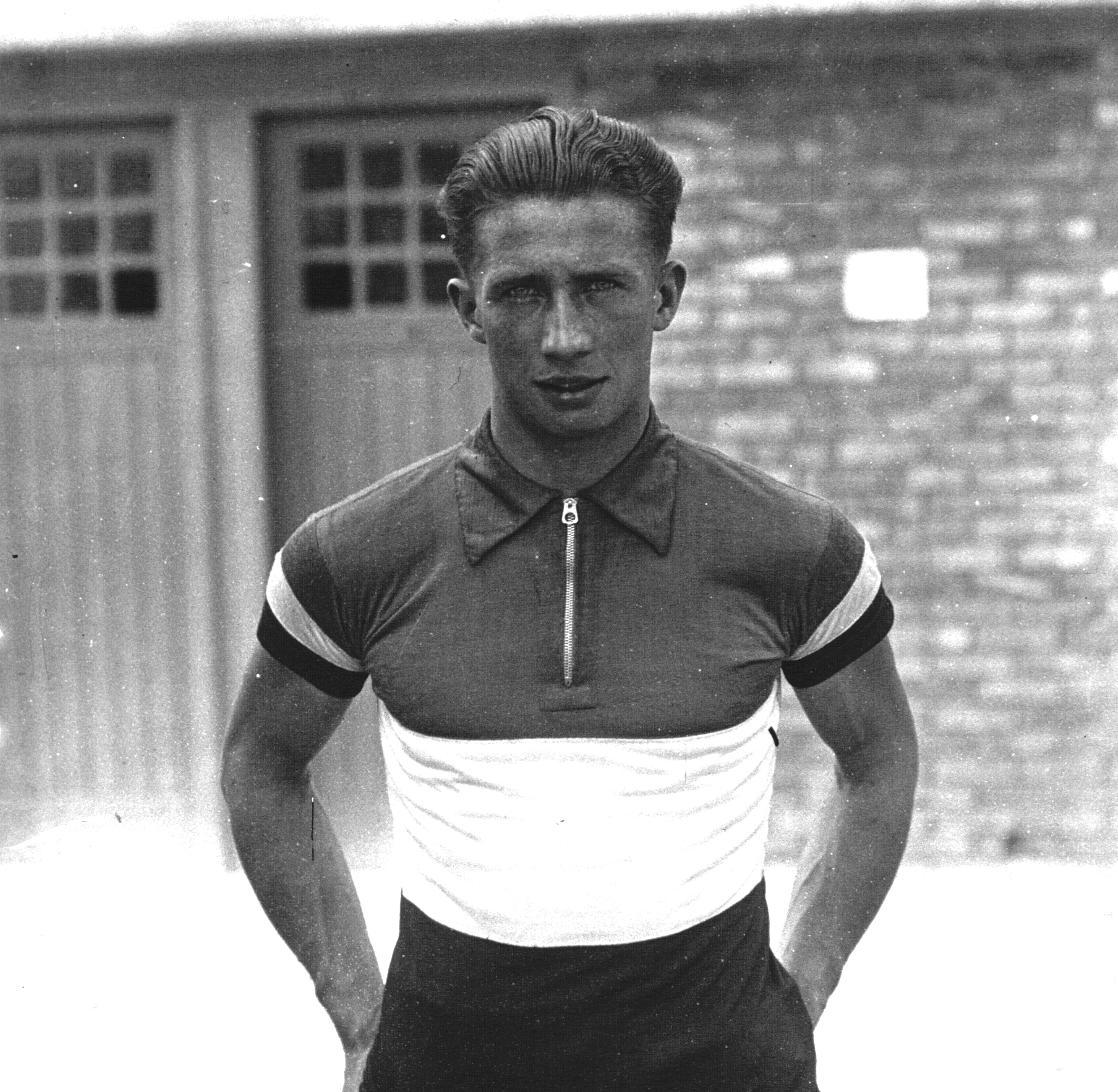
Louis Gérardin
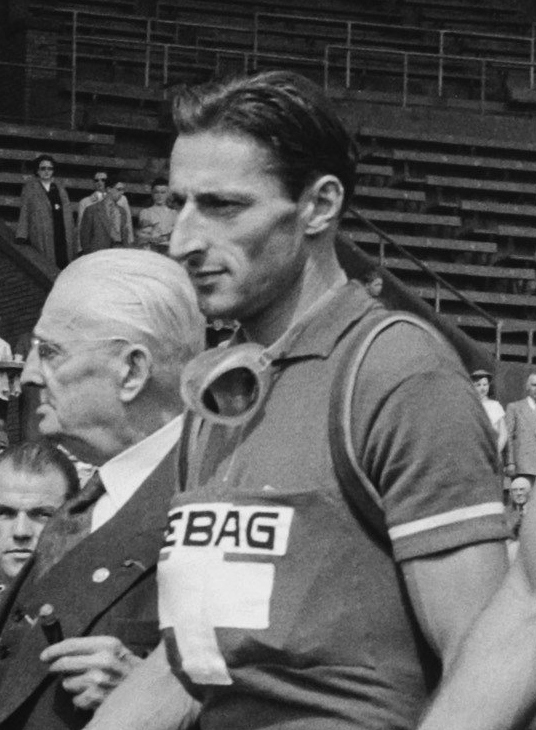
Ferdi Kübler
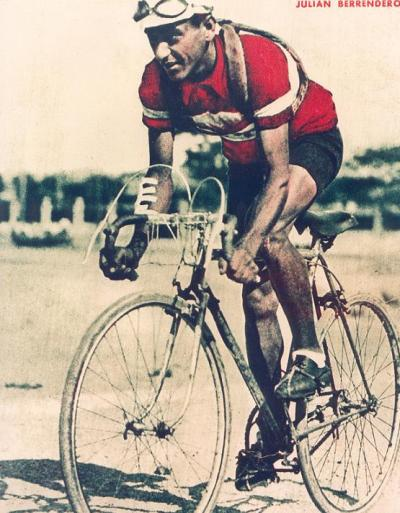
Julián Berrendero

## 1950-1951-1952-1953
Patrocinadores
- Peugeot : Fabricante francês de bicicletas.
- Dunlop : Pneus

| 1950Peugeot-Dunlop - Gilbert Bauvin - Clément Brisson - Charles Coste - Camille Danguillaume - Maurice De Muer - Alphonse Devreese - Robert Dorgebray - Custodio Dos Reis - Jacques Dupont - Henk Faanhof - Paul Giguet - Marcel Hubert - Émile Idée - Robert Lang - Jean Le Nizerhy - Bruno Mazzolini - Roger Queugnet - Robert Rippe - Bernardo Ruiz - Henri Smets - Aleksander Sowa | 1951Peugeot-Dunlop - Roger Bisetti - Gino Bisetto - Jean Brun - Jean-Louis Carle - Giuseppe Cerami - Charles Coste - Maurice De Muer - Alphonse Devreese - Robert Dorgebray - Custodio Dos Reis - Jacques Dupont - Hendrik Evens - Henk Faanhof - Paul Giguet - Léonard Hardy - Willem Hendricks< - Marcel Hubert - Émile Idée - André Labeylie - Florent Mathieu - Roger Queugnet - Michel Salle - Henri Smets - Aleksander Sowa - Fernand Spelte - Karel Terryn - Georges Vanbrabant - Robert Der Stockt - Josephus Van Ende - Willy van Isterdael - Roger van Remoortel - Marcel Verschueren | 1952Peugeot-Dunlop - Guido Anzile - Ugo Anzile - Jean Bogaerts - Marcel Bouvart - Giuseppe Cerami - Edward Desmedt - Alphonse Devreese - Robert Dorgebray - Custodio Dos Reis - Hendrik Evens - Henk Faanhof - Frans Gielen - Paul Giguet - Willem Hendricks - Émile Idée - Henri Jochums - André Labeylie - André Maelbrancke - Stan Ockers - Roger Peiremans - Roger Prévotal - René Rotta - Henri Serin - Henri Smets - Aleksander Sowa - Ernest Sterckx - Karel Terryn - Robert Der Stockt - Josephus Van Ende - Eugeen Van Roosbroeck - Luigi Viola - José Vonken - Gerrit Voorting - Roger Walkowiak | 1953Peugeot-Dunlop - Guido Anzile - Ugo Anzile - Henri Aubry - Louis Émile Barès - Louis Bergaud - Henri Bertrand - Jean Bogaerts - Giuseppe Cerami - Alex Close - Jozef de Feyter - Custodio Dos Reis - Hendrik Evens - Henk Faanhof - Louis Gauthier - Paul Giguet - Maurice Gruber - Edy Hein - Marcel Houillon - Henri Jochums - André Labeylie - Roger Lévêque - André Mahé - Jacques Marinelli - Angelo Menon - Stan Ockers - Gilbert Pertry - René Privat - Émile Rol - Willy Rolin - René Rotta - Léopold Schaeken - Gino Sciardis - Henri Smets - Aleksander Sowa - Ernest Sterckx - Jean Tissier - Robert Der Stockt - Josephus Van Ende - Eugeen Van Roosbroeck - José Vonken - Adri Voorting - Gerrit Voorting - Roger Walkowiak |

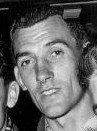
Gerrit Voorting em 1955

## 1954-1955-1956-1957
Patrocinadores
- Peugeot : Fabricante francês de bicicletas.
- Dunlop : Pneus
- BP : Companhia britânica de investigação, de extracção, de refinaria e de venda de petróleo

| 1954Peugeot-Dunlop - Joseph Amigo - depois Guido Anzile - depois Ugo Anzile - Moisés-André Bernard - Jean Bogaerts - Jean Bourlès - Giuseppe Cerami - Alex Close - Charles Coste - Henk Faanhof - Robert Ferrard - Louis Gauthier - Marcel Hendrikx - Georges Jobé - Henri Jochums - Jacques Labertonnière - André Labeylie - Joseph Marien - Elie Marsy - Rémi Menanteau - Luciano Montero Rechou - Stan Ockers - Claude Ottavi - Edward Peeters - René Privat - René Rotta - Léopold Schaeken - Edgard Sorgeloos - Ernest Sterckx - Eugène Tamburlini - Robert Der Stockt - Charles Vandormael - Josephus Van Ende - Henri Van Kerckhove - Willy Vannitsen - José Vonken - Roger Walkowiak | 1955Peugeot-Dunlop - Raymond Batam - Moisés-André Bernard - Louis Gauthier | 1956Peugeot-BP-Dunlop - Raymond Batam - Claude Colette | 1957Peugeot-BP-Dunlop - Raymond Batam - Jean Brankart - Roger Buchonnet - Giuseppe Cerami - Alex Close - Claude Colette - Hilaire Couvreur - Edward de Boitselier - Adolphe Deledda - Lucien de Munster - Marcel Hendrikx - Raymond Impanis - Marcel Janssens - Francis Kemplaire - Louis Kosec - Raymond Mastrotto - René Ostertag - Jozef Planckaert - Marcel Rohrbach - André Rosseel - Léopold Schaeken - Albéric Schotte - Frans Schoubben - Jacques Schoubben - Émile Severeyns - Edgard Sorgeloos - Emiel Van Cauter - Omer Van Der Voorden - Charles Van Dormael - Richard Van Genechten - Willy Vannitsen - Constante Van Steenbergen - Joannes Vlayen - Roger Walkowiak - Aldo Zuliani |

## 1958-1959-1960-1961
Patrocinadores
- Peugeot : Fabricante francês de bicicletas.
- Dunlop : Pneus
- BP : Companhia britânica de investigação, de extracção, de refinaria e de venda de petróleo

| 1958Peugeot-BP-Dunlop - Guido Anzile - Amand Audaire - Edmond Benoski - depois Mario Bertolo - Henri Bertrand - Guy Buchaille - Roger Buchonnet - Max Cohen - Claude Colette - Ferdinand Devèze - Robert Ducard - Georges Gay - Michel Gonzales - Camille Huyghe - Louis Kosec - Fernand Lamy - Camille Le Menn - Eugène Letendre - Guy Million - Jean Molec - Pierre Pardoën - Raymond Plaza - Marcel Pouliquen - Roger Provost - Elie Rascagnères - Gilbert Ribeyre - Marcel Rohrbach - Pierre Rossi - Jean Rouel - Pierre Ruby - Michel Salle - Francis Siguenza - Roger Walkowiak | 1959Peugeot-BP-Dunlop - Jan Adriaensens - Jaume Alomar - Amand Audaire - Roger Baens - Raymond Batam - Mario Bertolo - Max Bléneau - Emmanuel Busto - Kamiel Buysse - Pino Cerami - Laurent Christiaens - Alex Close - Max Cohen - Claude Colette - Charles Coste - Émile Daems - Alfred De Bruyne - Jan De Valck - Ferdinand Devèze - Robert Ducard - Jacques Dupont - Émile Guérinel - Raymond Impanis - Francis Kemplaire - Louis Kosec - Stéphane Lach - Fernand Lamy - Camille Le Menn - Eugène Letendre - Maurice Meuleman - Georges Meunier - Georges Morteiros - Luís Otaño - Pierre Pardoën - Raymond Plaza - Marcel Pouliquen - Roger Provost - André Retrain - Marcel Rohrbach - Pierre Rossi - Robert Roudaut - Pierre Ruby - Michel Salle - Frans Schoubben - Jacques Schoubben - Émile Severeyns - Emiel Van Cauter - René Van Damme - Richard Van Genechten - Constante Van Steenbergen - Joannes Vlayen - Roger Walkowiak | 1960Peugeot-BP-Dunlop - Jaume Alomar - André Auquier [nl] - André Bar - Maurice Bertolo - Max Bléneau - Emmanuel Busto - Pino Cerami - Laurent Christiaens - Max Cohen - Claude Colette - Etienne de Baar - Claude Delamain - Michel Descombin - Marcel Ferri - Marcel Flochlay - Gérard Gaillot - Constante Goossens - Rizzard Jonjic - Francis Kemplaire - Stéphane Lach - Camille Le Menn - Eugène Letendre - Gilbert Maes - Georges Meunier - Georges Morteiros - Raymond Plaza - Roger Provost - André Retrain - Marcel Rohrbach - Robert Roudaut - Pierre Ruby - Michel Salle - Frans Schoubben - Jacques Schoubben - Émile Severeyns - Guy Thomas - Claude Valdois - Claude Vallée - René Vanderveken - Louis Van Huyck - Constante Van Steenbergen - Bernard Viot - Roger Walkowiak - Walter Wislet | 1961Peugeot-BP-Dunlop - Jaume Alomar - Albert Baldasseroni - André Bar - Bernard Beaufrère - Maurice Bertolo - Max Bléneau - Emmanuel Busto - Antonio Carreras Quiroga - Pino Cerami - Claude Colette - Claude Delamain - Henri Duez - Gérard Gaillot - Philippe Gaudrillet - Stéphane Lach - Camille Le Menn - Karl-Heinz Marsell - Georges Meunier - Fernand Picot - Raymond Plaza - Roger Provost - Elie Rascagnères - André Retrain - Christian Riou - Marcel Rohrbach - Pierre Ruby - Michel Salle - Frans Schoubben - Guy Thomas - Claude Valdois - Claude Vallée - Bernard Viot - Rolf Wolfshohl - Jean Zolnowski |

## 1962-1963-1964-1965
Patrocinadores
- Peugeot : Fabricante francês de bicicletas.
- Dunlop : Pneus
- BP : Companhia britânica de investigação, de extracção, de refinaria e de venda de petróleo
- Englebert : companhia de manufactura de Pneus belga
- Michelin : fabricante francês de pneus

| 1962Peugeot-BP-Dunlop - Jaume Alomar - Albert Baldasseroni - André Bar - Bernard Beaufrère - Max Bléneau - Emmanuel Busto - Pino Cerami - Claude Colette - Michel Dejouhannet - Henri Duez - François Hamon - Raymond Huguet - Stéphane Lach - Camille Le Menn - Fernand Picot - Raymond Plaza - Roger Provost - Elie Rascagnères - José Alfonso Alcino Rodrigo - René Roffet - Marcel Rohrbach - Pierre Ruby - Jacques Sabathier - Michel Salle - Frans Schoubben - Jean Simon - Claude Valdois - Bernard Viot | 1963Peugeot-BP-Englebert - Albert Baldasseroni - Bernard Beaufrère - Ferdinand Bracke - Pino Cerami - Claude Colette - Émile Daems - Jo de Haan - Michel Descombin - Henri Duez - Jean Forestier - Claude Gabard - Charly Gaul - Robert Giscos - François Hamon - Marcel Hocquaux - Joseph Hoevenaers - Raymond Impanis - Karl-Heinz Kunde - Stéphane Lach - Jean-Claude Le Hec - Jean Le Lan - Pierre Le Mellec - Raymond Mastrotto - Joseph Mathy - Michel Nédélec - Piet Rentmeester - Marcel Rohrbach - Pierre Ruby - Frans Schoubben - Michel Scob - Jean Simon - Tom Simpson - Claude Valdois - Claude Vallée - René Vanderveken - Willy Vannitsen - Bernard Viot - Rolf Wolfshohl | 1964Peugeot-BP-Englebert - Jean Arzé - Bernard Beaufrère - Winfried Bölke - Ferdinand Bracke - Émile Daems - Michel Descombin - Henri Duez - Jean Forestier - Claude Gabard - Robert Giscos - François Hamon - Jean-Claude Le Hec - Pierre Le Mellec - Camille Le Menn - Joseph Mahé - Raymond Mastrotto - Joseph Mathy - Théo Mertens - Michel Nédélec - Jean-Paul Paris - Roger Pingeon - Pierre Ruby - Guy Seyve - Thomas Simpson - Claude Valdois - Georges Van Coningsloo - Alain Lado - Rolf Wolfshohl | 1965Peugeot-BP-Michelin - Jean Arzé - Francis Bazire - Winfried Bölke - Ferdinand Bracke - André Chainniaux - Bernard Charruau - Marcel Delattre - Raymond Delisle - Michel Descombin - Henri Duez - Jean Forestier - Roger Gaignard - Henri Gimbard - François Hamon - Michel Jacquemin - Marcel Kubacki - Albert Lacroix - Jean-Claude Le Hec - Pierre Le Mellec - Camille Le Menn - Désiré Letort - Théo Mertens - Michel Nédélec - Hubert Niel - Francis Parmart - Jean-Paul Paris - Roger Pingeon - Alan Ramsbottom - Christian Raymond - Jean Raynal - Michel Scob - Guy Seyve - Thomas Simpson - Karl Soini - Angelino Soler - Claude Valdois - Georges Van Coningsloo - André Zimmermann |

## 1966-1967-1968-1969
Patrocinadores
- Peugeot : Fabricante francês de bicicletas.
- BP : Companhia britânica de investigação, de extracção, de refinaria e de venda de petróleo
- Michelin : fabricante francês de pneus

| 1966Peugeot-BP-Michelin - André Bayssière - Francis Bazire - Winfried Bölke - Ferdinand Bracke - Bernard Charruau - Jean-Claude Daunat - Raymond Delisle - Henri Duez - Jean Dumont - Roger Gaignard - Antège Godelle - Klemens Grossimlinghaus - Charles Grosskost - François Hamon - Karl-Heinz Kunde - Pierre Le Mellec - Camille Le Menn - Désiré Letort - Eddy Merckx - Théo Mertens - Michel Nédélec - Hubert Niel - Francis Parmart - Jean-Paul Paris - Roger Pingeon - Alan Ramsbottom - Christian Raymond - Michel Scob - Thomas Simpson - Georges Van Coningsloo - André Zimmermann | 1967Peugeot-BP-Michelin - André Bayssière - Winfried Bölke - Ferdinand Bracke - Bernard Daguerre - Jean-Claude Daunat - Raymond Delisle - André Desvages - Henri Duez - Jean Dumont - Charles Grosskost - André Gruchet - Peter Hill - Karl-Heinz Kunde - Pierre Le Mellec - Camille Le Menn - Désiré Letort - Eddy Merckx - Théo Mertens - Michel Nédélec - Hubert Niel - Francis Parmart - Roger Pingeon - Henri Rabaute - Christian Raymond - Jean Sadot - Daniel Samy - Thomas Simpson - Roger Verheyden - André Zimmermann | 1968Peugeot-BP-Michelin - André Bayssière - Winfried Bölke - Ferdinand Bracke - Patrice Brecquehais - Jean-Claude Daunat - Raymond Delisle - André Desvages - Jean Dumont - Valère Frennet - André Gosselin - René Grenier - André Gruchet - Henk Hiddinga - Peter Hill - Daan Holst - Josy Johanns - Gerben Karstens - Désiré Letort - Gérard Mathy - Hendrik Nijdam - Gilbert Notaerts - René Pinazzo - Roger Pingeon - Henri Rabaute - Christian Raymond - Daniel Samy - Guy Vallée - Georges Van Coningsloo - Roger Vandenbergh - Bernard Vanderlinde - Jozef Van Der Vleuten - André Van Espen - Julien Verstrepen - André Zimmermann | 1969Peugeot-BP-Michelin - André Bayssière - Winfried Bölke - Robert Bouloux - Ferdinand Bracke - Jean-Claude Daunat - Raymond Delisle - André Desvages - André Dierickx - Jean Dumont - René Grenier - André Gruchet - Fredy Jacob - Gerben Karstens - Désiré Letort - Pierre Martelozzo - Willy Monty - René Pinazzo - René Pingeon - Roger Pingeon - Jean-Louis Quesne - Henri Rabaute - Christian Raymond - Daniel Samy - Joseph Schoeters - Jürgen Tschan - Georges Van Coningsloo - Roger Vandenbergh - Bernard Vanderlinde |

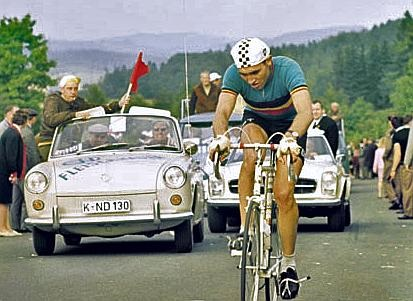
Eddy Merckx ao campeonato do mundo de 1966

## 1970-1971-1972-1973
Patrocinadores
- Peugeot : Fabricante francês de bicicletas.
- BP : Companhia britânica de investigação, de extracção, de refinaria e de venda de petróleo
- Michelin : fabricante francês de pneus

| 1970Peugeot-BP-Michelin - Gérard Besnard - William Bisland - Robert Bouloux - Ferdinand Bracke - Jean-Pierre Danguillaume - Jean-Claude Daunat - Raymond Delisle - Jean Dumont - Raymond Gay - Gerben Karstens - Désiré Letort - Pierre Martelozzo - Jean-Pierre Parenteau - Roger Pingeon - Jean-Louis Quesne - Christian Raymond - Charles Rouxel - Joseph Schoeters - Bernard Thévenet - Jürgen Tschan - Georges Van Coningsloo - Bernard Vanderlinde - Valere Van Sweevelt | 1971Peugeot-BP-Michelin - Gérard Besnard - William Bisland - Robert Bouloux - Ferdinand Bracke - Jean-Pierre Danguillaume - Wilfried David - Raymond Delisle - Ronald De Witte - Jean Dumont - Raymond Gay - Walter Godefroot - Ben Janbroers - Jean Jourdan - Ferdinand Julien - Guy Maingon - Pierre Martelozzo - Enzo Mattioda - André Mollet - Jean-Pierre Parenteau - Roger Pingeon - Jean-Louis Quesne - Jean Michel Marmorat - Henri Rabaute - Christian Raymond - Charles Rouxel - Jean Sadot - Bernard Thévenet - Jürgen Tschan | 1972Peugeot-BP-Michelin - Claude Aigueparses - Gérard Besnard - William Bisland - Robert Bouloux - Ferdinand Bracke - Jean-Pierre Danguillaume - Wilfried David - Raymond Delisle - Ronald De Witte - Jean Dumont - Jacques Esclassan - Walter Godefroot - Ben Janbroers - Jean Jourdan - Ferdinand Julien - Guy Maingon - Pierre Martelozzo - Enzo Mattioda - André Mollet - Régis Ovion - Jean-Pierre Parenteau - Roger Pingeon - Jean Michel Marmorat - Christian Raymond - Charles Rouxel - Guy Sibille - Bernard Thévenet - Jürgen Tschan | 1973Peugeot-BP-Michelin - Claude Aigueparses - Patrick Béon - Robert Bouloux - Bernard Verdugo - Ferdinand Bracke - Jean-Pierre Danguillaume - Jacques De Boever - Raymond Delisle - Jacques Esclassan - Jean-Pierre Guitard - Eric Leman - Guy Maingon - Pierre Martelozzo - Jean Michel Marmorat - Jean-Claude Meunier - André Mollet - Régis Ovion - Jean-Pierre Parenteau - Christian Raymond - Charles Rouxel - Guy Sibille - Bernard Thévenet - Jürgen Tschan |

## 1974-1975-1976-1977
Patrocinadores
- Peugeot : Fabricante francês de bicicletas.
- BP : Companhia britânica de investigação, de extracção, de refinaria e de venda de petróleo
- Michelin : fabricante francês de pneus
- Esso : marca associada à companhia petrolífera estadounidense ExxonMobil.

| 1974Peugeot-BP-Michelin - Claude Aigueparses - Patrick Béon - Robert Bouloux - Bernard Verdugo - Jean-Louis Danguillaume - Jean-Pierre Danguillaume - Raymond Delisle - Guy Dolhats - Jacques Esclassan - Jean-Pierre Guitard - Guy Maingon - Pierre Martelozzo - Alain Meunier - Jean-Claude Meunier - André Mollet - Régis Ovion - Jean-Pierre Parenteau - Raymond Riotte - Jean Michel Marmorat - Charles Rouxel - Guy Sibille - Bernard Thévenet - Jürgen Tschan | 1975Peugeot-BP-Michelin - Claude Aigueparses - Patrick Béon - Bernard Verdugo - José Catieau - Jean-Louis Danguillaume - Jean-Pierre Danguillaume - Rachel Dard [en] - Raymond Delisle - Guy Dolhats - Jacques Esclassan - Jean-Pierre Guitard - Michel Le Denmat - Alain Meunier - Jean-Claude Meunier - Jean-Luc Molinéris - Régis Ovion - Jean-Pierre Parenteau - Charles Rouxel - Guy Sibille - Bernard Thévenet - Jürgen Tschan - Jean-Luc Vandenbroucke | 1976Peugeot-Esso-Michelin - Patrick Béon - Bernard Verdugo - Francis Campaner - José Catieau - Bernard Croyet - Jean-Louis Danguillaume - Jean-Pierre Danguillaume - Rachel Dard [en] - Raymond Delisle - Jacques Esclassan - Jean-Pierre Guitard - Alain Meunier - Jean-Claude Meunier - Jean-Luc Molinéris - Régis Ovion - Jean-Pierre Parenteau - Charles Rouxel - Guy Sibille - Bernard Thévenet - Jürgen Tschan - Jean-Luc Vandenbroucke | 1977Peugeot-Esso-Michelin - Patrick Béon - Bernard Verdugo - Gregor Braun - Francis Campaner - Jean-Louis Danguillaume - Jean-Pierre Danguillaume - Rachel Dard [en] - Régis Delépine - Gilbert Duclos-Lassalle - Jacques Esclassan - Roelof Groen - Yves Hézard - Karl-Heinz Küster - Michel Laurent - Hubert Linard - Régis Ovion - Guy Sibille - Gérard Simonnot - Georges Talbourdet - Bernard Thévenet - Jean-Raymond Toso - Jürgen Tschan - Jean-Luc Vandenbroucke |

## 1978-1979-1980-1981
Patrocinadores
- Peugeot : Fabricante francês de bicicletas.
- Esso : marca associada à companhia petrolífera estadounidense ExxonMobil.
- Michelin : fabricante francês de pneus

| 1978Peugeot-Esso-Michelin - Patrick Béon - Bernard Verdugo - Gregor Braun - Francis Campaner - Jean-Louis Danguillaume - Jean-Pierre Danguillaume - Régis Delépine - Gilbert Duclos-Lassalle - Jacques Esclassan - Yves Hézard - Michel Laurent - Hubert Linard - Régis Ovion - Roger Rosiers - Guy Sibille - Gérard Simonnot - Georges Talbourdet - Bernard Thévenet - Jean-Raymond Toso - Jean-Luc Vandenbroucke | 1979Peugeot-Esso-Michelin - Jacques Bossis - Bernard Verdugo - Gregor Braun - Frédéric Brun - José De Cauwer - Régis Delépine - Gilbert Duclos-Lassalle - Jacques Esclassan - Yves Hézard - Graham Jones - Hennie Kuiper - Michel Laurent - Roger Legeay - Hubert Linard - Régis Ovion - Patrick Perret - Guy Sibille - Pascal Simon - Bernard Thévenet - Marcel Tinazzi - Jean-Luc Vandenbroucke - Alan van Heerden | 1980Peugeot-Esso-Michelin - Phil Anderson - Jacques Bossis - Bernard Verdugo - Frédéric Brun - José De Cauwer - Régis Delépine - Gilbert Duclos-Lassalle - Yves Hézard - Graham Jones - Hennie Kuiper - Michel Laurent - Roger Legeay - Hubert Linard - Philippe Martinez - Robert Millar - Patrick Perret - Guy Sibille - Pascal Simon - Marcel Tinazzi - Alan van Heerden | 1981Peugeot-Esso-Michelin - Phil Anderson - Jean-René Bernaudeau - Jacques Bossis - Bernard Verdugo - Frédéric Brun - Yavé Cahard - Francis Castaing - André Chalmel - Gilbert Chaumaz - Gilbert Duclos-Lassalle - Graham Jones - Michel Laurent - Roger Legeay - Hubert Linard - Philippe Martinez - Robert Millar - Patrick Perret - Stephen Rocha - Dominique Sanders - Pascal Simon |

## 1982-1983-1984-1985
Patrocinadores
- Peugeot : Fabricante francês de bicicletas.
- Shell : uma companhia petrolera anglo-holandesa.
- Michelin : fabricante francês de pneus

| 1982Peugeot-Shell-Michelin - Phil Anderson - Jean-René Bernaudeau - Jacques Bossis - Bernard Verdugo - Frédéric Brun - Yavé Cahard - Francis Castaing - André Chalmel - Philippe Dalibard - Gilbert Duclos-Lassalle - Graham Jones - Michel Laurent - Roger Legeay - Hubert Linard - Philippe Martinez - Robert Millar - Patrick Perret - Stephen Roche - Dominique Sanders - Pascal Simon - Sean Yates | 1983Peugeot-Shell-Michelin - Phil Anderson - Jacques Bossis - Bernard Verdugo - Frédéric Brun - Yavé Cahard - Francis Castaing - Philippe Dalibard - Gilbert Duclos-Lassalle - Dominique Guarde - Hubert Linard - Philippe Martinez - Robert Millar - Allan Peiper - Patrick Perret - Stephen Roche - Pascal Simon - Sean Yates | 1984Peugeot-Shell-Michelin - Jacques Bossis - Bernard Verdugo - Frédéric Brun - Yavé Cahard - Francis Castaing - Gilbert Duclos-Lassalle - Robert Forest - Didier Garcia - Dominique Guarde - Pascal Guyot - Dag Otto Lauritzen - Dominique Lecrocq - Hubert Linard - Robert Millar - Allan Peiper - Patrick Perret - Pascal Simon - Sean Yates | 1985Peugeot-Shell-Michelin - Frédéric Brun - Yavé Cahard - Francis Castaing - Régis Clère - Gilbert Duclos-Lassalle - Robert Forest - Yvan Frebert - Didier Garcia - Dag Otto Lauritzen - Dominique Lecrocq - Hubert Linard - Éric Louvel - Philippe Louviot - Robert Millar - Allan Peiper - Ronan Pensec - Pascal Simon - Sean Yates |

## 1986-1987-1988-1989
Patrocinadores
- Peugeot : Fabricante francês de bicicletas e de automóveis.
- Shell : uma companhia petrolera anglo-holandesa.
- Michelin : fabricante francês de pneus
- Bicicleta Talbot : Fabricante francês de bicicletas e de automóvels recomprada por Peugeot.
- Z : Uma marca de roupa do Grupo Zannier.

| 1986Peugeot-Shell-Michelin-Vélo Talbot - Frédéric Brun - Yavé Cahard - Philippe Casado - Bruno Cornillet - Gilbert Duclos-Lassalle - Robert Forest - Yvan Frebert - Didier Garcia - Gilbert Glaus - Jean Guérin - Jan Koba - Dag Otto Lauritzen - Loïc Le Flohic - Éric Louvel - Philippe Louviot - Ronan Pensec - Jérôme Simon - Pascal Simon - Neil Stephens - Hennie Wentzel - Bruno Wojtinek - Sean Yates | 1987Z-Peugeot - Frédéric Brun - Philippe Casado - Bruno Cornillet - Serge Demierre - Gilbert Duclos-Lassalle - Jean-Louis Gauthier - Gilbert Glaus - Jean Guérin - Jan Koba - Pierre Le Bigaut - Loïc Le Flohic - Denis Leproux - Éric Louvel - Philippe Louviot - Ronan Pensec - Pascal Peyramaure - Denis Roux - Jérôme Simon - Pascal Simon - Bruno Wojtinek | 1988Z-Peugeot - Henri Abadie - Kim Andersen - Frédéric Brun - Philippe Casado - Francis Castaing - Bruno Cornillet - Gilbert Duclos-Lassalle - Atle Kvålsvoll - Loïc Le Flohic - Denis Leproux - Philippe Louviot - Olaf Lurvik - Joey Mac Loughlin - Laurent Madouas - Ronan Pensec - Pascal Peyramaure - Denis Roux - Jérôme Simon - Adrian Timmis - Bruno Wojtinek | 1989Z-Peugeot - Henri Abadie - Kim Andersen - Éric Boyer - Frédéric Brun - Philippe Casado - Bruno Cornillet - Gilbert Duclos-Lassalle - Atle Kvålsvoll - François Lemarchand - Philippe Louviot - Olaf Lurvik - Joey Mac Loughlin - Laurent Madouas - Robert Millar - Ronan Pensec - Pascal Peyramaure - Jérôme Simon |

## 1990-1991
Patrocinadores
- Peugeot : Fabricante francês de bicicletas e de automóveis.
- Z : Uma marca de roupa do Grupo Zannier.

| 1990Z-Peugeot - Henri Abadie - Kim Andersen - Miguel Arroyo - Wayne Bennington - Franck Boucanville - Éric Boyer - Philippe Casado - Bruno Cornillet - Gilbert Duclos-Lassalle - Atle Kvålsvoll - Johan Lammerts - François Lemarchand - Greg LeMond - Laurent Madouas - Robert Millar - Ronan Pensec - Pascal Poisson - Jérôme Simon | 1991Z-Peugeot - Kim Andersen - Miguel Arroyo - Nicolas Aubier - Wayne Bennington - Bruno Bonnet - Jean-Pierre Bourgeot - Éric Boyer - Thierry Bricaud - Christophe Capelle - Philippe Casado - Bruno Cornillet - Gilbert Duclos-Lassalle - Robert Forest - Thierry Gouvenou - Atle Kvålsvoll - Johan Lammerts - François Lemarchand - Greg LeMond - Robert Millar - Eddy Seigneur - Jérôme Simon - Paul Willerton | 1992Z-Peugeot - Kim Andersen - Laurent Bezault - Éric Boyer - Christophe Capelle - Philippe Casado - Thierry Claveyrolat - Jean-Claude Colotti - Bruno Cornillet - Gilbert Duclos-Lassalle - Thierry Gouvenou - Atle Kvålsvoll - Johan Lammerts - Pascal Lance - François Lemarchand - Greg LeMond - Eddy Seigneur - Jérôme Simon |  |